# Operace Velveta

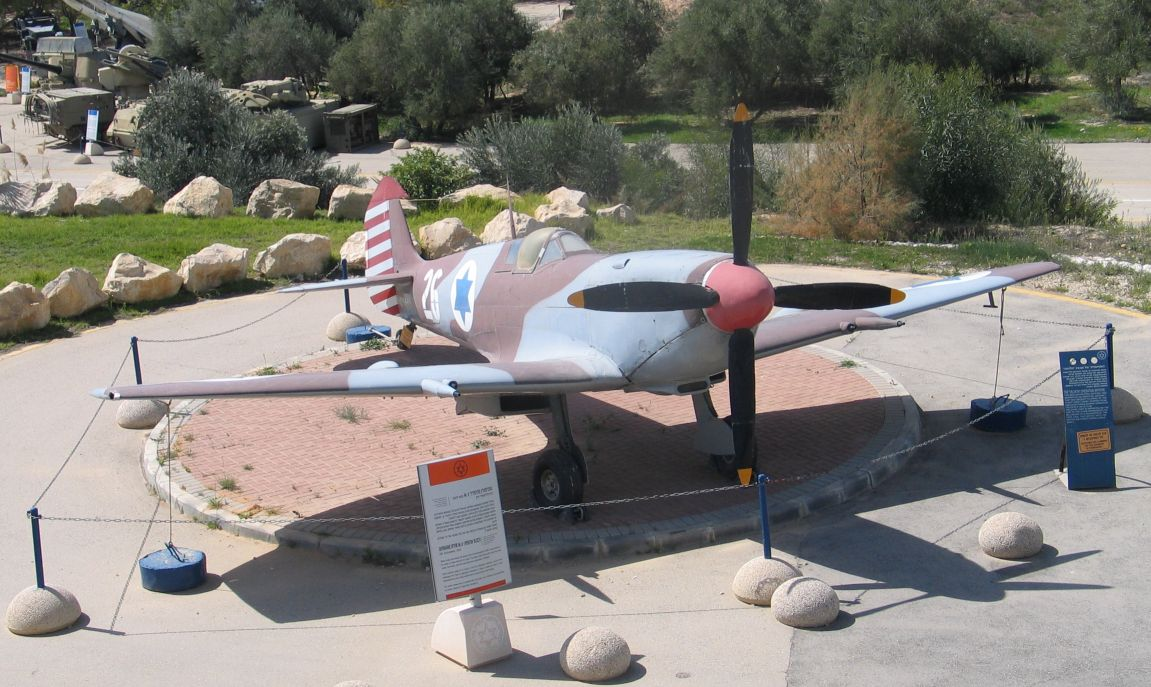
Letadlo typu Spitfire koupené z Československa v rámci Operace Velveta vystavené nyní na letecké základně Chacerim

Operace Velveta (hebrejsky: מבצע ולווטה, Mivca Velveta) byla vojenská akce izraelské armády provedená v září 1948 během první arabsko-izraelské války, v jejímž rámci došlo k dovozu prvních letadel Spitfire z Československa.

## Průběh operace
K nákupu Spitfirů došlo po československé nabídce z července 1948. Čechoslováci za jeden stroj požadovali 23 000 dolarů. Šlo o stroje považované tehdy již za zastaralé, Izraelci jim ale dávali přednost před dosud nakupovanými letouny Avia S-199, které vycházely z konstrukce německého stroje Messerschmitt Bf 109G. Jednalo se celkem o 50 letadel. Smlouva byla podepsána 15. července. Letouny pak byly opraveny a doplněny o větší palivové nádrže tak, aby bylo možné je přepravit po vlastní ose. Vztahy mezi Československem (a východním blokem) a Izraelem se v té době začaly zhoršovat, ale podařilo se celý kontrakt dotáhnout do konce.  22. září skončily přípravy na převoz první skupiny letadel. Československé úřady varovaly, že v případě nouzového přistání budou muset zbraňové dodávky do Izraele ustat, protože Československo nechtělo riskovat mezinárodní skandál (na dodávky bojujícím stranám bylo totiž uvaleno embargo). Po mezipřistání odletěli 27. září izraelští piloti z letiště v Jugoslávii.  V rámci Operace Velveta se do Izraele dostalo pět strojů Spitfire (jeden byl poškozen při letu). Dvě letadla musela ovšem během letu přistát na ostrově Rhodos a byla zabavena řeckými úřady. Poté, co na místo dorazil zvláštní izraelský vyslanec, byly oba stroje uvolněny a 12. října se dostaly do Izraele. Tři letadla, která se již v září dostala do Izraele, byla ještě narychlo nasazena do Operace Jo'av. 
Dalších 10 Spitfirů bylo zabaleno a převezeno lodí. 15. listopadu bylo pak k odvozu připraveno dalších 15 letadel. Jejich odlet se zpozdil kvůli dodatečným československým finančním požadavkům. Povolení k letu bylo vydáno až po jeho urovnání. 19. prosince bylo odesláno 12 dalších letadel, z nichž 22. prosince dorazilo deset.
Šlo o jeden z několika kontraktů mezi státem Izrael a Československem uzavřených v této době. V rámci Operace Chasida byly na jaře 1948 do budoucího státu Izrael dopraveny první československé zbraně, Operace Balak znamenala první dodávky letadel a Operace Velveta pokračovala v tomto trendu.